# Рудава (Свентокшиське воєводство)
Рудава (пол. Rudawa) — село в Польщі, у гміні Злота Піньчовського повіту Свентокшиського воєводства.
Населення — 182 особи (2011).
У 1975-1998 роках село належало до Келецького воєводства.

## Демографія
Демографічна структура на день 31 березня 2011 року:
|          | Загалом | Допрацездатний вік | Працездатний вік | Постпрацездатний вік |
| -------- | ------- | ------------------ | ---------------- | -------------------- |
| Чоловіки | 91      | 15                 | 68               | 8                    |
| Жінки    | 91      | 16                 | 52               | 23                   |
| Разом    | 182     | 31                 | 120              | 31                   |